# Pediasia truncatellus
Pediasia truncatellus là một loài bướm đêm trong họ Crambidae.